# عاصم سعيد
عاصم سعيد (ولد في 1 نوفمبر 1988) هو لاعب كرة قدم مصري، ويلعب حاليًا لنادي مصر للمقاصة في مركز الظهير الأيسر.
وكان عاصم سعيد قد انضم في يناير 2017 إلى نادي سموحة لمدة 3 مواسم ونصف ، ولكن فشلت صفقة انتقاله بسبب عدم الاتفاق على الأمور المالية بين المقاصة وسموحة ، وهو ما تسبب في تعثر المفاوضات بين الطرفين والتراجع عن إتمام الصفقة. وقد انضم إلى نادي مصر للمقاصة قادمًا من نادي الداخلية في صفقة انتقال حر.

## إحصائيات مشاركاته
آخر تحديث في 30 يوليو 2018

### مع الأندية
| الفريق      | الموسم    | الدوري  | الدوري | الكأس   | الكأس | البطولات القارية | البطولات القارية | الإجمالي | الإجمالي |
| الفريق      | الموسم    | مشاركات | أهداف  | مشاركات | أهداف | مشاركات          | أهداف            | مشاركات  | أهداف    |
| ----------- | --------- | ------- | ------ | ------- | ----- | ---------------- | ---------------- | -------- | -------- |
| الداخلية    | 2014–2015 | 28      | 1      | 2       | 0     | —                | —                | 30       | 1        |
| الداخلية    | 2015–2016 | 30      | 3      | 1       | 0     | —                | —                | 31       | 3        |
| الداخلية    | الإجمالي  | 58      | 4      | 3       | 0     | —                | —                | 61       | 4        |
| مصر للمقاصة | 2016–2017 | 23      | 1      | 2       | 0     | —                | —                | 25       | 1        |
| مصر للمقاصة | 2017–2018 | 12      | 0      | 1       | 0     | 1                | 0                | 14       | 0        |
| مصر للمقاصة | الإجمالي  | 35      | 1      | 3       | 0     | 1                | 0                | 39       | 1        |